# Saison 2004-2005 de la LNH
Saison précédente Saison suivante
La saison 2004-2005 aurait dû être la 88e saison de la Ligue nationale de hockey (LNH). Le calendrier complet comprenant 1 230 parties, dont le début est prévu en octobre 2004, est officiellement annulé le 16 février 2005 en raison d'un lock-out non résolu ayant débuté le 16 septembre 2004. La perte de la saison 2004-2005 fait de la LNH la première ligue nord-américaine de sport professionnel ayant dû annuler une saison complète pour cause de relations de travail. Il s'agit de la première fois depuis 1919 lorsque la grippe espagnole a forcé l'annulation de la finale de la Coupe Stanley que celle-ci n'est pas décernée. La saison annulée est plus tard reconnue par les mots 2004-05 Season Not Played gravés sur la coupe.
Selon la Fédération internationale de hockey sur glace, 388 joueurs de la LNH ont évolué pendant une période plus ou moins longue au cours de la saison pour des équipes au sein de dix-neuf championnats européens. Nombre de ces joueurs ont alors une clause dans leur contrat indiquant qu'ils peuvent retourner dans la LNH si celle-ci redémarre de nouveau, même si elle recommence dans leurs saisons en cours.
Plusieurs changements de règles du jeu établis après le lock-out sont décidés lors d'une rencontre entre la LNH et sa ligue mineure principale, la Ligue américaine de hockey (souvent désignée par le sigle LAH). Le 5 juillet 2004 la LAH annonce les changements pour la saison 2004-2005, la plupart étant passés suivant les recommandations de la LNH pour expérimentation.

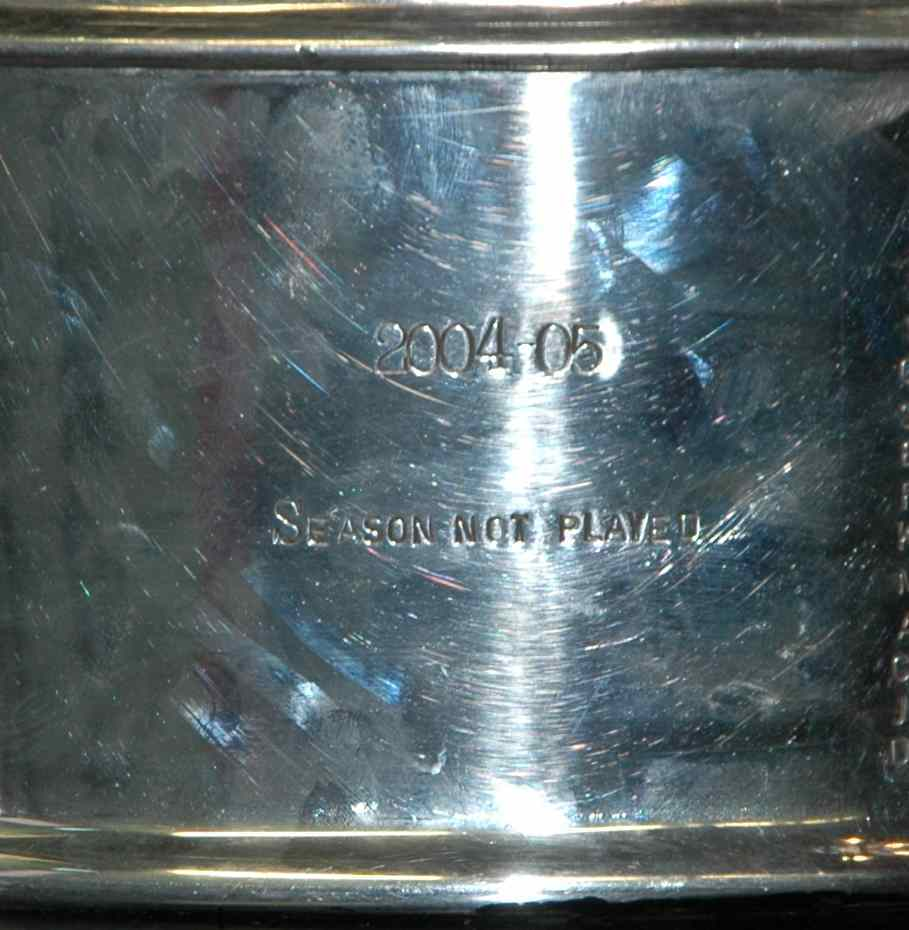
Les mots « 2004-2005 Saison non jouée » gravés sur la Coupe Stanley, en reconnaissance de l'annulation de la saison 2004-2005

Une différence de 6,5 millions de dollars (US), ainsi que plusieurs points touchant le partage des revenus, séparent les propriétaires et l'association des joueurs (les joueurs étaient payés trop chers d'après les propriétaires). Le principal but des propriétaires était d'implanter un plafond salarial. Ils ont finalement réussi à l'implanter, soit de 39 millions de dollars. Le montant minimum pour un joueur deviendra donc de 450 000 $ par année et le plus haut salaire accordé à un joueur ne devra pas excéder 20 % du plafond salarial imposé aux équipes.

## Controverse sur la Coupe Stanley
Comme résultat du lock-out, la Coupe Stanley n'est pas décernée pour la première fois depuis 1919 lorsque la grippe espagnole en avait annulé la finale. Cela devient une controverse pour les supporters qui se demandent si le contrôle exclusif de la Coupe est détenu par la LNH. Un site web freestanley.com, depuis fermé, est lancé demandant aux supporters d'écrire aux gardiens de la Coupe et de les dépêcher à retourner au format original de défis. Adrienne Clarkson, alors gouverneur général du Canada, propose comme alternative que la Coupe soit remise à la meilleure équipe féminine. Cette proposition n'est pas retenue ; en compensation, la Coupe Clarkson est créée pour remplir cette fonction. De leur côté, un groupe de l'Ontario connu sous le nom de Wednesday Nighters dépose une requête auprès de la cour supérieure de la province, affirmant que les gardiens ont outrepassé leurs prérogatives en signant en 1947 un accord avec la LNH donnant à celle-ci le contrôle du trophée et doivent dès lors décerner la récompense sans prendre en compte le lock-out.
Le 7 février 2006, une solution est trouvée dans laquelle le trophée peut être attribué à une équipe non-membre de la LNH si cette dernière n'opère pas lors d'une saison. Le conflit dure si longtemps que lorsque celui-ci trouve une résolution, la LNH a repris ses opérations pour la saison 2005-2006 et la Coupe Stanley reste non décernée pour l'année 2004-2005.